# Metakaolin
Metakaolin, metakaolinit – minerał powstający w procesie odwodnienia w temperaturze 700-800 °C naturalnego kaolinitu. Znajduje zastosowanie w syntezie geopolimerów.